# Růžojetel
Růžojetel (Ebenus) je rod rostlin z čeledi bobovité. Jsou to polokeře s trojčetnými nebo zpeřenými listy a růžovými až purpurovými květy v hroznovitých květenstvích. Jsou rozšířeny v počtu 6 druhů od Středomoří po Indii. V jižní Evropě rostou 2 endemické druhy – na Krétě růžojetel krétský (Ebenus cretica) a v Řecku růžojetel Ebenus sibthorpii.

## Popis
Růžojetele jsou na bázi dřevnaté trnité polokeře, dorůstající výšky do 50 cm. Listy jsou lichozpeřené nebo trojčetné, složené z celokrajných lístků. Palisty jsou blanité, srostlé a umístěné naproti listům. Květy jsou růžové, červené nebo purpurové, uspořádané v dlouze stopkatých hustých klasech nebo hlávkách. Kalich je trubkovitě zvonkovitý, vlnatý, zakončený 5 laloky, které jsou často stejně dlouhé jako korunní lístky. Pavéza je obvejčitá až obsrdčitá, křídla jsou velmi krátká, člunek je tupý a stejně dlouhý jako pavéza. Tyčinky jsou obvykle dvoubratré, horní je volná pouze pod polovinou a horní částí je srostlá s ostatními. Semeník je přisedlý a obsahuje 1 až 3 vajíčka. Čnělka je nitkovitá, prohnutá, zakončená drobnou bliznou. Lusky jsou nepukavé, ploché, obvejčité až podlouhlé, zanořené v kališní trubce. Obsahují 1 až 2 semena.

## Rozšíření
Rod růžojetel zahrnuje celkem 6 druhů. Je rozšířen od Středomoří (včetně severní Afriky) po Indii. V Evropě se vyskytují 2 druhy: v Řecku Ebenus sibthorpii a na Krétě růžojetel krétský (E. cretica). Růžojetele rostou nejčastěji skalnatých stanovištích. V Himálaji vystupují až do nadmořské výšky 2700 metrů.

## Přehled druhů a jejich rozšíření
- Ebenus armitagei – Egypt a Libye
- Ebenus cretica – Kréta
- Ebenus lagopus – Írán
- Ebenus pinnata – severní Afrika
- Ebenus sibthorpii – Řecko
- Ebenus stellata – Írán až Indie, Omán[4]